# Zwartkopfiskaal
De zwartkopfiskaal (Laniarius erythrogaster) is een zangvogel uit de familie Malaconotidae (bosklauwieren).

## Verspreiding en leefgebied
Deze soort komt voor in centraal Afrika van oostelijk Nigeria tot Soedan, Ethiopië, Kenia en noordwestelijk Tanzania.

## Status
De grootte van de populatie is niet gekwantificeerd maar de soort wordt omschreven als vrij algemeen. Op de Rode lijst van de IUCN heeft deze soort de status niet bedreigd.